# Rudolf Seidl
Rudolf Seidl (* 28. November 1897 in Wien; † nach 1951) war ein österreichischer Fußballspieler, -trainer und -funktionär.

## Karriere
Rudolf Seidl begann seine Karriere als Vereinsspieler 1913 in der Jugendmannschaft des Floridsdorfer AC, bei dem er bereits 1914 als Rechtsverbinder in der ersten Mannschaft spielte. Von 1915 bis 1918 versah er seinen Kriegsdienst während des Ersten Weltkriegs und rüstete als Oberleutnant der Reserve ab. Danach nahm er wieder seine Fußballlaufbahn in der Reserve des FAC auf und schaffte schon bald den erneuten Durchbruch in die erste Mannschaft. In dieser kam er, zuerst noch als Rechtsverbinder, später als Flügelstürmer, bis 1923 in der Ersten Klasse zum Einsatz.
Er spielte sich rasch in die österreichische Nationalmannschaft, in der er am 26. September 1920 beim 3:2-Sieg über Deutschland zum ersten Mal zum Zug kam. Im Laufe seiner Karriere wurde Seidl in acht Länderspielen eingesetzt und kam dabei einmal zum Torerfolg; insgesamt war er elf Mal in Auswahlmannschaften tätig. Im Team war der spätere Flügelstürmer regelmäßig international im Einsatz, mit seinen Klub musste er etwas unglücklich 1922/23 den Abstieg hinnehmen. Rudolf Seidl ging aber nicht mit in die Zweite Klasse, sondern wechselte zur größeren Vienna, mit der er in der Meisterschaft vorne mitmischen konnte. Sowohl 1923/24 als auch 1925/26 wurde er mit dem Klub Vizemeister, 1925 war er im Cupfinale – in allen drei Fällen scheiterte man nur an den Amateuren. 
Rudolf Seidl konnte bei den Blau-Gelben aus Döbling nicht immer die Leistung bringen, die man von einem Team-Stürmer erhofft hatte. Dies hing vor allem damit zusammen, dass er zu seiner FAC-Zeit, die seinen Ruf begründete, vor allem vom Zusammenspiel mit Karl Jiszda lebte, mit dem er gemeinsam am rechten Flügel für Furore sorgten. Letztlich spielte Rudolf Seidl – nach einer kurzzeitigen Rückkehr zum FAC im Frühjahr 1926 – bis 1928 in der Kampfmannschaft der Vienna und wurde für das Länderspiel am 29. September 1928 gegen Schweden in Stockholm sogar von Hugo Meisl nach über vier Jahren Pause wieder ins Team geholt. Zahlreichen kritischen Stimmen zum Trotz schoss er dabei das Siegestor zum 3:2-Endstand. Aufgrund einer Meniskusverletzung beendete er noch im selben Jahr seine Karriere als Aktiver.
Nach seiner aktiven Karriere schlug der im Brotberuf als Hauptschullehrer tätige Seidl die Trainerlaufbahn ein und betreute zunächst den zweitklassigen Brigittenauer AC (1931), mit dem der Aufstieg in die höchste Spielklasse gelang. Vom Frühjahr 1931 bis Ende 1932 war er Trainer beim FK Austria Wien. Später kehrte er zum FAC zurück und war im Zeitraum von 1939 bis 1948 Trainer und Sektionsleiter des FAC.
Darüber hinaus war er ein Mitbegründer der sogenannten Spieler-Union, einer Interessensvertretung der Wiener Berufsspieler, quasi eine Vorgängerorganisation der 1987 entstandenen Vereinigung der Vertragsfußballspieler. Der Spieler-Union gehörte er jahrelang als Vorstandsmitglied an und war in den Jahren 1928 bis 1929 auch deren Präsident. Auch danach dürfte er wieder als Präsident in Erscheinung getreten sein, da ihn Karl Geyer 1937 im Präsidentenamt ablöste. Weiters war er ein Jugendausschussmitglied der Staatsliga und hielt regelmäßig Vorträge über Jugendfußball.

## Erfolge
- 2 × Österreichischer Vizemeister: 1924, 1926
- 1 × Österreichischer Cupfinalist: 1925

- 8 Länderspiele und 1 Tor für die österreichische Fußballnationalmannschaft von 1920 bis 1928